# 加藤友康 (医師)
加藤 友康（かとう ともやす）は、日本の婦人腫瘍科の医師。国立がん研究センター中央病院婦人腫瘍科・婦人腫瘍科長。

## 専門医・認定医資格など
- 『日本産科婦人科学会　専門医』
- 『日本婦人科腫瘍学会　専門医』
- 『日本臨床細胞学会細胞診　専門医』
- 『がん治療認定医』